# Чхорвон
Чхорво́н (кор. 철원군?, 鐵原郡?, Чхорвон-гун) — уезд в провинции Канвондо, Южная Корея. Расположен на границе с Северной Кореей. В начале X века ваном Кунъе (кор. 궁예) сюда была перенесена столица государства Тхэбон (кор. 태봉).

## История
В эпоху Когурё на месте современного Чхорвона существовало поселение Моыдонби. Впоследствии эта территория вошла в состав государства Силла, после чего здесь возник уезд Чхольсон. В начале X века в средней части Корейского полуострова возник один из осколков Силла — государство Тхэбон. Ваном Кунъе в 901 году столица Тхэбона была перенесена в Чхольсон (сейчас местечко Хонвонни, район Пунмён). В 918 году Чхорвон получил современное название. Постепенно значение Чхорвона сходило на нет, он несколько раз менял свой административный статус. В 1869 году Чхорвон получил статус уезда (гун или кун). 15 августа 1945 года, после разделения Кореи по 38 параллели весь Чхорвон вошёл в состав КНДР. В результате Корейской войны граница между двумя государствами в этом районе была передвинута севернее, и Чхорвон оказался в составе Республики Корея.

## География
Расположен в центре Корейского полуострова, на севере Южной Кореи. Граничит с КНДР. Ландшафт преимущественно горный, образован горами Тхэбэксан. На востоке граничит с Хвачхоном и Янгу, на западе — с Йончхоном и провинцией Кёнгидо, на севере граница проходит по Демилитаризованной зоне. Несмотря на горный ландшафт, местность используется для ведения сельского хозяйства — под эти нужды выделено 23,5 % общей территории уезда.

## Административное деление
Чхорвон административно делится на 4 ыпа и 7 мён (постоянное население имеют лишь 3 мёна из семи):
| Название  | Хангыль | Площадь, км² | Население, чел | Внутреннее деление |
| --------- | ------- | ------------ | -------------- | ------------------ |
| Кальмарып | 갈말읍  | 173,17       | 13 634         | 11 ри              |
| Кимхваып  | 김화읍  | 87,82        | 3 411          | 9 ри               |
| Тонсонып  | 동송읍  | 128,83       | 16 446         | 12 ри              |
| Чхорвонып | 철원읍  | 99,27        | 6 293          | 16 ри              |
| Вондонмён | 원동면  | 57,53        | 0              | 4 ри               |
| Воннаммён | 원남면  | 81,26        | 0              | 11 ри              |
| Имнаммён  | 임남면  | 22,61        | 0              | 4 ри               |
| Кынбунмён | 근북면  | 24,08        | 130            | 4 ри               |
| Кындонмён | 근동면  | 20,38        | 0              | 2 ри               |
| Кыннаммён | 근남면  | 129,22       | 2 385          | 6 ри               |
| Сомён     | 서면    | 74,28        | 6 639          | 2 ри               |

Примечание: Кынбунмён и Кындонмён входят в юрисдикцию Кимхваыпа, Воннаммён, Вондонмён и Имнаммён входят в юрисдикцию Кымнаммёна.

## Туризм и достопримечательности
Природные:
- Водопад Чиктхан (кор. 직탕폭포)— расположен в верхнем течении реки Хантханган. Является одним из крупнейших водопадов в Канвондо.
- Водопад Самбуён (кор. 삼부연폭포) — высотой до 20 метров.
- Долина Сундам (кор. 순담계곡) — расположена в северо-восточной части уезда. Здесь имеется горный курорт и трасса для рафтинга.
- Долина Тамтхо (кор. 담터계곡) — здесь проходит несколько туристических маршрутов. По местной легенде кости убитых животных были превращены в скалы, окружающие долину.
- Пороги семидесяти тысяч камней — расположены в верхнем течении реки Хантханган. Живописное место, представляющее собой результат водной эрозии скал.

Исторические:
- Буддистский монастырь Топхианса (кор. 도피안사) IX века. В этом храме расположена сидячая статуя будды Вайроканы, которая вошла в первую редакцию списка национальных сокровищ Кореи под номером 63.
- Горная крепость Чхорвон-сансон (кор. 철원산성), построенная для защиты от японских вторжений. Длина крепостной стены — 982 м, высота — до 7 м.
- Подземный тоннель №2 (кор. 제2땅굴) из Северной Кореи — был вырыт в 70-е годы XX века и вырыт Северной Кореей для нападения на Юг и обнаружен 19 марта 1975 года. сейчас является туристической достопримечательностью. Общая длина туннеля — 3,5 км, расположен под землёй на глубине до 160 м.
- Беседка Косокчон (кор. 고석정). С 1977 года является Национальной туристической зоной.[3]
- Чхорвон-хянгё (кор. 철원향교) — конфуцианская школа и храм эпохи династии Чосон. Была отреставрирована в 2004 году.
- Буддийский монастырь Куынса (кор. 구은사) — был возведён в 1631 году, сильно пострадал во время Корейской войны, был отстроен заново в 1977 году.

Культурные:
- Мемориал битвы у Пэнма-коджи (кор. 백마고지 전적지). Пэнма-коджи (холм Белой лошади) — стратегическая точка Корейской войны. Это место 24 раза переходило из рук в руки за время войны. Десятидневная битва за эту высоту в 1952 году считается одной из самых кровопролитных за всё время Корейской войны.
- Фольклорный фестиваль Тхэбон (кор. 태봉제), проходящий ежегодно в октябре.
- Марафон мира на ДМЗ (кор. DMZ 평화마라톤) — часть марафона проходит по Демилитаризованной зоне. По замыслу организаторов марафон символизирует стремление корейской нации к объединению и призыв к миру на Корейском полуострове.[4]

## Символы
- Дерево: корейский кедр.
- Птица: журавль.
- Цветок: азалия.
- Маскот: весёлый журавль.